# Кинеска митологија
Кинеска митологија (пинјин:shénhuà поједностављени кинески: 神话 - говор, света прича) обухвата митове који су у кинеској традицји преношени писмено, усмено и кроз уметност. Ова светa прича је углавном у вези са полубожанским и божанским бићима и њену истинитост је немогуће проверити. Кинеска митологија се односи на митове који су настали на територије Кине, а њене најчешће теме се односе на настанак кинеског света и културе, снагу природе у односу на човека. Мит представља натприродни догађај и због тога језик обилује хиперболама, метафорама и апсурдом. С обзиром на то да се везује за неки народ или за историју, мит је са једне стране историјска, а са друге стране митолошка прича и то је разликује од осталих. Први помени кинеске митологије датирају из 12. века пре нове ере и у вези су са записима на пророчанским костима. Митови су се усмено преносили хиљадама година док коначно нису били записани.
Мит је у вези са ритуалима, и они заједно се везују за првобитне догађаје на свету који су од великог значаја. Мит може без религије, али религија не може без мита, зато што религија узима митску нарацију, те се њена веродостојност не доводи у питање.
Митологија има утицај и на данашњицу, те се људи у различитим аспектима свог живота окрећу митским веровањима.
Три најпознатије кинеске митске школе су: суанје, хуентјен и тјенгај џоубеј.

## Стварање света
Већина митологија приказује стварање света - људи и животиња, уз поједина објашњења о природи која их окружује. Најопширнији приказ стварања света у Кини, у вези са дивом Пангуом (Пинјин:Pángǔ, поједностављени кинески:盘古), налазимо у текстовима насталим између 3. и 6. века.

### Хаос и ред
Филозофски, стварање је чин довођења хаоса у стање реда, што је, као тема стално присутно у кинеској мисли. Суштина добре владавине јесте у томе да небо и земља буду у складу, то се постиже вршењем обреда. Најпознатија алегорија о крају Хаоса налази се у делу Џуанг Ција (3. век  п. н. е.), у коме се говори како су се Ху, цар Северног мора, и Шу, цар Јужног мора, обично састајали на подручју Хуендуена, цара Средине. Хуендуен је био гостољубив, а разликовао се по томе што му је недостајало седам отвора на лицу: за гледање, слушање, дисање и једење. У жељи да узврате на његову љубазност, Ху и Шу одлучили су да му избуше потребне отворе. Сваког дана су бушили по један отвор. Седмог дана, међутим, Хуендуен, чије име значи Хаос, умире. У истом тренутку настао је свет. У овој причи постоји и занимљив обрт. Заједно узета, имена двојице царева (Шу-Ху) значе муња. Светлост муње погађа и уништава Хаос. Хуендуен је замишљен и у људском облику, као зли син Жутог цара, Хуанг Дија, који га је послао у прогнанство. У другим текстовима се наводи да је Хуендуен прогнао владар Шуен, непосредно пре него што је власт пренео на Јуа Великог, оснивача династије Сја. Трећи кажу да је до прогнанства дошло након што је Јао предао власт Шуену. Према још једној верзији из Шанхајђинга, Књиге планина и мора, Хуендуен је митолошка птица налик на жуте бисаге. Истовремено, он је ватрено црвене боје, има шест ногу, четири крила, али нема лице. Иако нема уста, може да пева и игра. Живи на Планини неба, богатој рудама ижадом. У једном другом тексту стоји да Хуендуен има трбух, али да му недостаје пет удова. Међутим, важније је веровање које седам отвора на лицу повезује са седам претпостављених отвора на срцу. Отвори су знаци честитости.

### Мит о Пангуу
Према тексту из 3. века, цео универзум је био један облак у облику јајета. Сва материја универзума била је заробљена унутар у потпуном Хаосу. Дубоко у том Хаосу живео је див Пангу. Спавао је и растао 18 000 година. Једног дана се пробудио и истегнувши се сломио љуску јајета и тиме ослободио материју универзума. Лакши и чистији елементи су отишли нагоре и створили небо, а тежи елементи су се спустили и направили земљу. Пангу се плашио да ће се небо и земља ипак помешати па је одлучио да их држи раздвојене. Небо је задржавао главом, а земљу стопалима. Током наредних 18 000 година небо и земља су се удаљавали по три метра дневно, а и Пангу је растао све док небеса нису била 30.000 миља удаљена од земље. Својим телом увек је испуњавао простор између земље и неба. Чим је схватио да нема опасности преминуо је. 
Са његовом смрћу и свет се променио. Од делова његовог тела настали су различити природни елементи. Детаљи о томе варирају од текста до текста и од историјских раздобља. У једној верзији тог процеса његов дах се претворио у ветар и облаке, глас у громове и муње, од левог ока настало је Сунце, од десног Месец. Од тела су настале стране света и Пет великих планина, крв и телесни сокови су претворени у реке и мора, од живаца и жила настали су слојеви у земљи. Мишићи су се претворили у поља и тло. Длаке из косе и обрва у звезде и планете, док су од зуба и костију настали минерали и камење. Његово се семе претворило у бисере, а коштана срж у жад. Зној је постао киша, а од ваши у његовом телу настао је људски род. По предању, време се мењало у складу са Пангуовим расположењем.
Много година касније, Нува је спасила човечанство. Бог воде Гунг Гунг и бог ватре Џу Жунг су заратили. Због неуспелог покушаја да порази Џу Жунга, Гунг Гунг је у бесу ударио главом о планину која је држала небо и одвајала га од земље. Планина се од силине његовог ударца срушила правећи рупе у небеском своду и то је био почетак краја земље и читавог човечанства. Настале су поплаве и пожари, а змајеви и остале звери су почели да нападају људе. Нува је истопила петобојно камење из река и тиме попунила рупе у небеском своду. Затим је одсекла ноге џиновској корњачи и њима подупрла небо како би осигурала да се више никада не сруши. Убила је змајеве и звери, а пожаре угасила пепелом трске. Исцрпљена борбом, умрла је, а мит каже да је од њених органа настало десет духова који харају северозападним морима.
Постоје и предања која кажу да је веза између земље и неба постојала све док Шанг Ди није наредио Чунглију, хероју културе, да је разори. Идеја о одвајању Хаоса на јин и јанг, која се налази у основи кинеске мисли, можда одражава смисао предања из подручја реке Јангце (Jangce), према којој јин и јанг потичу од Пангуа и његове жене. Има и неких индикација, иако непоузданих, да су јин и јанг, које обично схватамо као апстрактне свемирске силе или као категорије за класификацију, некада могли јављати у конкретнијим облицима.

### Космичке школе
Постоје три космичке школе. Једна се звала суанје. Њени следбеници нису сматрали небо крутим телом већ су сматрали да се Сунце и небеска тела слободно крећу по небу. О друге две школе се зна много више, а заступале су потпуно супротна схватања. 
У идејама школе хуентјен, која свет посматра као кокошје јаје на дугачкој вертикалној оси, налазе се елементи мита о Пангуу. Небо, по којем се крећу звезде, налази се у унутрашњости горњег дела љуске. Земља плута на праокеану који лежи на дну љуске. Плима и осека утичу на годишња доба. 
Трећа школа представља најстарије идеје. За присталице ове школе, познате као тјенгај или џоубеј, небо је окренута посуда која изнад земље ротира на властитој оси. Та оса је звезда Северњача. Земља је равна површина или четворострана пирамида, окружена са четири мора. У кинеском начину писања, јанг такође означава нешто четвртасто. 
Ове приче су настале релативно касно, али вероватно тачно преносе веровања из својих јужњачких изворишта. Хаос мора нестати пре почетка света. Идеја о свету-јајету није ограничена само на Кину, као ни идеја о првобитном бићу из кога настаје све остало. Многе кинеске приче су млађе, па можда понешто дугују индијском утицају.

## Митске слике

### Вода и Змај

#### Вода
Вода (пинјин: shuǐ 水) је за кинеске филозофе есенцијална супстанца, основ сваке космичке манифестације, симбол креације. Мења облике, променљиве је природе као и Змај. Описује се као чудесна, тајанствена, лековита, опасна, света... За древне кинезе, са Жутом реком као легендарном колевком цивилизације, Змај и Вода су нераздвојни. 
Бројни кинески богови, хероји, митска бића, посебно Змај, повезани су са Водом. Стварање богова Воде и њихових митова треба приписати томе што су људи покушавали да дођу до практичних знања зато што је Вода била важна за преживљавање и због тога су нека њена природна својства приписивали митским феноменима.

##### Митови о потопу
Једна од најчешће помињаних катастрофа пред којом се нашао човек раних цивилизација била је узрокована водом. Потоп је концепт који се може наћи у готово свакој митологији. Легенде старе Кине описују ову глобалну катастрофалну поплаву речима “вода је заклонила Сунце”. У Кини се у списима Шуђинг (Класична књига докумената), написана 1000. п. н. е.), и Хуај Нанци (200. п. н. е.) описује ова поплава речима да је вода потпуно прекрила небеса, потопила планине и све што јој се нашло на путу. У раним кинеским карактерима и пиктографима сачувано је сећање на Нуву која је “закрпила рупе” кроз које је вода надирала.
Кинеске књиге нуде и овакву причу. Светом је владала велика суша. На небу је жарило десет сунаца са птицама које су живеле у њима. Стрелац Ју (пинјин: yǔ, поједностављени кинески.: 禹), који је био послат од богова, убио је девет док је десето „одлетело“ на крилима птице која се гнездила у њему. Ова птица позната је и као „жар птица“, Феникс. По окончању суша дошло је до великих поплава. По кинеским легендама, од богова је послат Гуен (пинјин: gǔn, поједностављени кинески: 鲧) да направи тзв. Сижанг (пинјин: xīrǎng, поједностављени кинески: 息壤)，или „непробојну глину“. Веровало се да мала количина глине поседује чудесну моћ, да може да заустави налете воде. Како Гуен није успео, богови су послали бога ватре Џу Жунга （пинјин: zhùróng, поједностављени кинески: 祝融）да погуби Гуена. Када га је убио из његовог трбуха одједном је искочио Ју, прво у облику моћног змаја, потом у људском облику. Он је после тринаест година успео да убије бога поплаве Гунг Гунга (公共), дође до „чудесне глине“, сагради велику брану и осмисли мрежу канала којима је воду преусмерио у море. У том подухвату имао је помоћ змаја Јинглунга (пинјин: yìnglóng, поједностављени кинески: 应龙) који је правац копања канала усмерио својим репом. Ју се зато описује као владар воде.
У спису Лао Це, каже се да вода долази пре Неба и Земље и свега другог у Васељени. Она прожима, испуњава енергијом и храни сва бића. Светлост (пинјин: míng, поједностављени кинески: 明) и чудесно, божанско шен (пинјин: shén, поједноставлјени кинески: 神) не могу без воде. У спису такође стоји „Велико Једно рађа воду“ што се везује за концепт космичке енергије ћи (пинјин: qì, поједностављени кинески: 气). То је божански дух, дах, флуидна, ваздушаста твар у виду „испарења“, Небо, Васељена. Космогонија упућује на неухватљиву природу енергије воде, од које су настали јанг (пинјин: yáng, поједностављени кинески: 阳), Небо, мушко, и јин (пинјин: yīn, поједностављени кинески: 阴) Земља, женско.

#### Змај

##### Порекло
Змај (пинјин: lóng, поједностављени кинески: 龙）је митска животиња за коју се везује слика чудовишта са дугим, змијоликим телом прекривеним крљуштима са роговима на глави. У народу се створила се слика Змаја, по којој се веровало да он има: јелење рогове, риболики стомак, главу камиле, крљушти шарана, зечје очи, канџе јастреба, змијски врат, тигрове шапе, бивоље уши. Присуство Змаја у кинеској култури сеже у пети миленуијум пре нове ере у Јангшао култури, као и открићу фигура од жада из Хунгшан културе (4500-2900. п. н. е.). Први пут Змај се спомиње у Књизи промена (Ји Ђинг). Изворно, Змај води порекло из матријархалних заједница.
Змај се везује за бога воде. Змај јаше на ветру и облацима, он је ситна кондензована форма кише, благе кише пролећа и лета као и моћних кишних олуја. Има моћ да управља временом. Он обликује торнада, оркане, ураганске ветрове, поплаве, необуздане бујице својом моћи којом се спирално уздиже ка небесима. Господар воде је Хуанг Ди, који је заједно са богом ватре Џу Жунгом, владар овоземаљског света.

##### Симбол царске власти
Историјски гледано, Змај је био симбол цара Кине. У династији Џоу Змај са пет канџи представљао је Сина неба. У династији Ћинг појављује са на националној застави.
Понекад Кинези за себе кажу да су „потомци Змаја“ (поједностављени кинески: 龙的传人)

##### Класични списи
Класична књига промена (пинјин: Yìјīng, поједностављени кинески: 易经),једна од најстаријих кинеских књига, Змаја види у рекама, језерима, морима. Кинески митски Змајеви не остају увек у дубинама. За време јесење равнодневнице он се спушта у воду, за време пролећне равнодневнице устаје из воде и упиње се на небо. Имена четрдесет кинеских река у свом називу садрже реч змај.
У спису Гуангци, у одељку 39, насловљен као „Вода земље“ Змај је описан на овај начин:
Змај је дошао из воде. Прекривен је са пет боја, и тако лута од места до места. Божанске је природе. Може бити мален као свилопреља, или велики као свет. Ако стреми ка висинама, уздиже се до облака; ако стреми ка дубинама, урања у најдубље извора. Креће се и мења без (видљивог) разлога и у било које време. По томе је божанске природе. 
(龙生于水，被五色而游，故神。欲小则化如蚕蠋，欲大则藏于天下，欲上则凌 于云气，欲下则入于深泉; 变化无日， 上下无时， 谓之神。)

### Веза између воде и Змаја
Постоји блиска веза воде и Змаја. Змај јаше на ветру, на облацима плови небеским пространствима. Змајево уздизање ка небесима обликује торнада или јак вировити узлет ветра који „гута“ све пред собом и носи у небеса, што Кинези зову „лунг ћуенфенг“ (пинјин: lóngjuǎnfēng, поједностављени кинески: 龙卷风) или „ветар који је усковитлао Змај“. Поред ових деструктивних моћи, Змај се заједно са водом везује за племенити дух, добар белег, срећан знак. Све то учинило је да се Змај везује за симбол царске моћи и прародитељског кинеског народа. Царска титула на кинеском има израз „џенлунг тјенћи“ (пинјин: zhēnlóng tiānqì, поједностављени кинески: 真龙天气).
Вода и Змај поседују и дивљу, деструктивну моћ у својој природи, која често изазива падавине и незаустављиве поплаве, потресе глобалних размера који сваки мир претварају у немир, и сваки успостављени ред у неред.

### Ватра и Феникс

#### Ватра
У било ком кинеском речнику под речи ватра стоји светлост и топлота. Један је од узрока болести у традиционалној кинеској медицини. Као карактерна црта изражава љутњу, бес. Везује се за Сунце, топлоту, црвену боју, промену облика, лековите траве, барут, формацију од десет војника. За кинезе трансформација ватре довела је до настанка Сунца.

##### Земља ватреног знака
У старим кинеским списима пише да постоји земља ватреног знака, која заслепљује сјајем, у којој се не зна за четири годишња доба, ноћ и дан нити за смрт. Из сажаљења према осталим земљама света, ова земља је свету подарила небо (пинјин: tiān, поједностављени кинески: 天). Из те земље, са југа потиче дрво ватре, које се још назива и „кремен дрво“. Између његових грана гнезде се магличасти облаци, а ако се одломе или у њима издубиш рупу из ње ће потећи ватра. На њему стоји птица налик сови, која кљуца његове раскошне гране из којих врцају пламени језичци ватре.

##### Богови ватре
Касније су мудраци који су открили ватру помоћу ње мењали укус сирове и безукусне хране, чиме су омогућили опстанак свих бића под небом. Тако настају кулинарске праксе спремљања хране помоћу ватре. Они припадају клану „Човека-бога ватреног знака“.
Божанства која су у вези са ватром су: Фуси, Јен Ди, Шен Нунг, Џу Жунг, Хуанг Ди.

##### Човек - Бог ватреног знака, Пламени цар
Први који је припремао храну помоћу ватре био је цар кога су звали Џу Жунг (Zhu Rong). За њега се каже да је научио људе да рибаре. Називан је и Пламеним царем или Господарем пламена. Неки кажу да је бог Шаодјен са богињом Јоу Ћао имао два сина, Жутог цара (Хуанг Дија) и Пламеног цара (Џу Жунга). Хуанг Ди је рођен из воде, а Џу Жунг из воденог сока ђумбира. Пламеног цара називају још и Шен Нунг, верује се да је подарио народу календар, лекове од разних трава, акупунктуру.
Постоји легенда да је Пламени цар сагорео у ватри претворивши се у Духа кухиње или Духа огњишта. У класичном спису Књига планина и мора стоји: „На југу је Џу Жунг. Тело му је тело дивље животиње, а лице, лице човека; он јаше на два змаја. Митска слика земље ватреног знака, у којој Човек ватреног знака гледа горе у „звезду јутра“, Сунце, а доле на пет раскошних крошњи дрвећа царује ватра.“

#### Феникс

###### Порекло
У неолитској култури Давенкоу (oko 4100-2600. п. н. е. територија данашњих провинција Шандунг, Анхуеј и Ђангсу), откривени су дати предмети. На њима је откривен запис у форми слике, шара на којој се јасно види да је у то време у Кини Сунце било везано за птицу. 
Највероватнији опис ове пиктографске слике је да је представљен лет птице изнад планинских врхова непосредно после изласка Сунца. Култура Давенкоу је временски припадала раздобљу митског цара Бога ватре. Слика птице у Сунцу је једна од најстаријих митских слика Кине. 

###### Карактеристике
Име јој је Фенгхуанг. Мужјак се називао фенг а женка хуанг. Има изглед лабуда, јастреба, орла или кокошке, реп змије, врат змије, петобојно, црвенкасто перје и змијолике шаре. 
Он је у Кини био света, божанска птица.
Њена шара на глави представља моћ (пинјин: dé, поједностављени кинески: 德), шаре на крилима правичност (пинјин: yì, поједностављени кинески: 义), шаре на леђима ритуале (пинјин: lǐ, поједностављени кинески: 礼), шаре на грудима представљају љубав (пинјин: rén, поједностављени кинески: 仁), шаре на стомаку веру, истину (пинјин: xìn, поједностављени кинески: 信). Занимљиво је да су ови појмови истовремено темељни појмови конфуцијанске филозофије. Она је птица која се храни својом природом, само пева и игра, и ако је неко угледа то је знак да је завладао мир свуда на свету. Она човеку доноси светлост и срећу.

###### Мит о Хуендуену
У класичном спису Књига планина и мора постоји верзија мита о Хаосу (Хуендуену), где је приказана митска птица која личи на „жуте бисаге“. Хаос је ту описан као биће ватреноцрвене боје, са шест ногу, четири крила, без лица са седам отвора. Он живи на небеској планини, у црвеној пећини пуној злата и жада. Ту на западу извире река која тече на исток до Долине врућих извора, у којој расте чудотворно дрво фусанг. Оно целе године цвета цветовима црвене, беле, и жуте боје. Одатле излази Сунце.

###### Веза Ватре и Фениска
У даоистичком спису О белом тигру стоји да је божанство лета Пламени цар – Сунце. Његово биће се корени у бићу птице пламеног знака – Фениксу. Ова птица се директно везивала за моћ Ватре и Сунца. Она се у Кини славила као цар свих птица.

## Осам бесмртника
Осам бесмртника су супериорна бића која се јављају у даоистичким легендама, а за које се сматра да су под различитим околностима и у различитим временским раздобљима окусили нектар и брескву који су им донели бесмртност. Верује се да поседују натприродне моћи и њихово симболично присуство у дому означава срећу и благостање. Први од осам бесмртника, Хан Џунгли, приказан је као божанство разоткривеног дебељушкастог стомака како држи лепезу којом лечи болесне људе. Симбол је доброг здравља и верује се да поседује исцелитељске моћи. Други бесмртник, Џанг Гуо Лао, приказан је као божанство са дугуљастим музичким инструментом од бамбуса. Сматра се да поседује велику мудрост и може да постане невидљив. Трећи је Лу Дунгбин, који на леђима носи мач којим се супротставља патњама од негативне енергије, у десној руци држи мухоловку којом лечи. Четврти бесмртник, Цао Гуођу, симболизује племство, висок положај и признања. У левој руци држи високо уздигнуте кастањете. Пети, Тјегуај Ли, представљен је у просјачкој одећи са тиквом у руци и сматра се да је овладао натприродним силама па доноси мудрост. Шести бесмртник, Хан Сјанг, приказан је са флаутом и мноштвом биљака у торби на леђима, сматра се да музиком привлачи позитивну енергију. Седма је жена у плавом, Лан Цајхе, приказана је са котарицом цвећа које симболизује снагу женског духа. Осма је вила са лотосом, Хе Сјенгу. Она симболизује мајчинство породичну срећу.

## Божанства кинеске митологије

### Загробни живот
Кинеско веровање о томе шта се дешава души после смрти је варирало од периода до периода и на њега су јако утицала различита религијска веровања, а такође и митови. Генерално, током касног праисторијског периода и раног историјског периода, Кинези су гледали на загробни живот као на свој земаљски живот. Цареви би остали цареви и били би закопани са свим благом и алатима који би им били потребни да владају у следећем животу. Ова основна идеја је настављена, чак и када су веровања постала комплекснија.
Будизам је довео концепт пакла или подземног света где све душе морају да одраде своје грехе пре него што се врате у живот као реинкарнирано биће. У зависности од секте, пакао се састоји од 8 до 128 или више различитих судова, где је појединцу суђено по томе како се понашао у животу. Сваки суд је имао различите дивизије и казне. 
Даоисти су модификовали ову идеју, тако да загробни живот има 10 судова. У зависности од греха, особа је могла да прескочи суђење и одмах се поново роди. Овај загробни живот се односио само на оне који нису били Бесмртници. Савршена бића су одбацивала своју кожу и уздигла се у један од три Даоистичка Раја.
Кинески пакао није као Хришћански пакао. У кинеској традицији душе које уђу у пакао се очисте од својих греха и онда наставе даље.

### Преци и култ предака
Већина древних Кинеза је веровало да постоји јака веза између живих и мртвих. Гледали су на људе као да имају привремена тела и вечне душе; иако би тело умрло, душа би наставила да живи. Породичне везе су се настављале дуго после смрти и помагале су и живима и мртвима. Живи су били у обавези да испоштују мртве, да им доносе дарове како би могли да се “хране” у загробном животу. Због тога би у дому постојао мали олтар. На олтару су се држале дрвене плочице или папирићи са именима мртвих. Живи су редовно нудили молитве и храну својим прецима да би преци били срећни. У замену, духови предака би пазили на живе. Доносили су срећу живима и помагали им на различите начине. Такође је било могуће да мртви дају савет живима, ово би се обично десило уз помоћ локалног свештеника који је био вешт у читању знакова из света духова. Преци који су поштовани су пратили очеву линију.
Преци могу да се поделе у две групе: на оне који су скоро умрли и на оне који су постојали у далекој прошлости. За већину породица поштовали су се само непосредне претке, после пете или шесте генерације, имена мртвих су била изгубљена са листе или једноставно заборављена. Међутим, у неким случајевима, обично у богатим или важним породицама, преци би били поштовани и вековима касније, у посебним халама које су саграђене њима у част. Дрвене плочице које су представљале оне који су умрли, третирале су се као представници духова предака. Неке од ових хала имале су важну улогу у социјалном животу заједнице, коришћене су за венчања и друге важне церемоније. Одржавање ових хала је углавном зависило од дарова које је оригиналан предак оставио за финансирање. Због тога су само најмоћније породице могле да славе и поштују своје претке на овај начин.

### Животиње четири правца
Ово су створења која су повезана са четири различита правца у кинеској митологији. Боја животиње је симболизовала правац. 
Зелени змај је био моћ истока, повезиван је са пролећем. Доносио је регенеративну кишу и сматран је за отелотворење јанг принципа, позитиван и мужеван. Његов елемент је дрво. Црвена птица је била повезана са југом. Касније је повезана са фазаном, пауном и фениксом. Такође се везује за лето и елемент ватре. Представља сушу и принцип јина, негативан и женствен. Такође представља царицу. Бели тигар запада и мрачни ратник са севером. Мрачни ратник је био митолошка звер која је комбиновала карактеристике корњаче и змије. Уметници је представљају као змију обмотану око корњаче. Такође постоји и пети правац “небо” или “центар” у неким митолошким системима. Жути змај је такође повезан са овим правцем. Ове животиње се често виде у уметности из периода династије Хан.

### Анимизам
Идеја да многи непокретни објекти, као што су камење и дрвеће, силе природе имају дух. Дух наводи природу да чини ствари због истих емотивних разлога који мотивишу људска бића. Анимизам је био популарна идеја у многим древним културама. У кинеској митологији силе природе некад су биле представљане као божанства, а понекад и као бића под контролом богова. Анимизам је прикључен будизаму и Даоизаму, двема великим религијама Кине, које уче да су све ствари део светог универзума и да су покренуте душевним силама.

### Митови оснивања
Ово су митови који објашњавају како је настала једна нација, култура, клан или група вођа. Ови митови комбинују елементе из историје са легендама и разликују се од митова стварања. Обично наглашавају особине или ствари које нација или цивилизација сматрају важним. У древној Кини свака нова династија је имала мит о својим коренима. Ови митови су генерално делили неколико сличних карактеристика. Указивали су како владајући клан може да прати своје корене све до божанстава. Обично су правдали свргавање последњег цара тако што су демострирали колико је недостојан и неправедан. Показали су да је први владар нове династије херој. Иако су садржали митичне аспекте, обично су представљани као историјска чињеница.

### Четири цвета
Камелија, лотус, хризантема и божур представљају цвеће које се често помиње у кинеским митовима и који се често види на сликама и у декоративној уметности. Сваки цвет је повезан са годишњим добом – камелија са зимом, божур са пролећем, лотус са летом и хризантема са јесени. Ова група цвећа је такође позната као “Цвеће четири доба”

### Божанства која су настала од људи
У митологији се херојима често дају мистичне моћи после њихове смрти. Током година таква пракса води до тога да се херој сматра божанством или полу божанством. Ово се често дешавало у кинеској историји.
Сви цареви Златно доба су представљени као божанске фигуре, иако су оригинално засновани на правим људима. 
У Кини, ова пракса је такође могла и да иде у обрнутом правцу. Након што особа умре, он или она се понекад пореде са божанством које је постојало раније. Један од начина је да цар прогласи особу божанством, као када би изабрао неког за место у влади. Поштовани предак важне породице или познато локално божанство могу привући пажњу цара или неког од министара. Такве селекције су се обично вршиле у политичке сврхе. Преци или божанства су често мољени за посебне услуге – сигуран пролаз, добру жетву, победу у рату... Ако предак успе да изврши услугу он или она ће поново бити поштовани и награђени са унапређењем. Будисти су сматрали особу која је посебно просветљена као реинкарнацију старијег божанства. На овај начин различите историјске личности су биле повезане са ранијим божанствима.

### Министарства богова
У каснијим кинеским митовима, богови су били одговорни за различите природне и натприродне догађаје. За њих се често говорило да припадају великој бирократији богова. Ово је вероватно био одраз кинеског друштва и владе. Због своје величине, у Кини је владала компликована бирократија, па се због тога верује да се на исти начин влада и универзумом.
Функција грома је имала своје одељење, на чијем челу је био главни бог (Вен Џонг) и групу других богова који су му помагали у извршењу дужности. Медицина је била најкомпликованија зато што је постојао бог за сваки орган и сваку болест.
Неки од најважнијих небеских министарстава: Министарство громова и олуја - Леј Бу, Министарство медицине - Тјен Јијуен, Министарство воде - Шуеј Фу, Министарство времена - Тај Суеј, Министарство епидемија - Вен Бу
Нека од важнијих и познатијих кинеских божанстава: 
Џу Жунг - божански лорд ватре, важна фигура министарства ватре (Хуо Бу). Био је познат као регент јужног квадранта Неба. Џу Жунга виде у многим легендарним и историјским личностима. Најпознатија личност је легендарни цар из праисторијског доба. Каже се да је цар научио људе како да запале мале ватре да се одбране од звери.
Џу Жунга у уметности често представљају како јаше тигра.
Гуан Ју - један од најпопуларнијх кинеских богова, особа која је постала божанство од праве личности. Поштован је као божанство рата, верности, богатства и литературе. За њега се говори да штити храмове, владу и друштво.
Гуан Јин - богиња милости и саосећања, коју славе многе Будистичке секте.
Иако се Гуанјин најчешће посматра као мушко, кинески уметници су је некад приказивали као женско да би нагласили „женске“ квалитете милости, саосећања и чедности.
Леј Гунг - божанство громова у кинеским митовима. Познат је и као „Лорд громова“ и као „Војвода од грома“ . Уметници га приказују као ружну звер. Поседује тело човека, али такође има и пар крила, канџе и плаву кожу. Често са собом носи бубањ, маљ и длето, које користи да нападне људе који су починили неки злочин, а успели су да избегну казну.
Описан је као неко ко терорише људе и животиње са својим громовима и муњама, али и као неко ко је комичан. Неке легенде кажу да има жену, божанство муња, која носи пар огледала које користи да створи муње и некад да запали ватру.
Гунг Гунг - бог воде који изазива катасторфалне поплаве на земљи. Постоје различите верзије приче, али у већини узроци поплаве су сујета, бес и понижење овог божанства.
Њему се углавном приписује лоше време и непогоде. Легенде кажу да када је Гунг Гунг ударио у велику планину, окренуо је Небо према северозападу, што је проузроковало да све велике кинеске реке теку ка истоку.
Уметници га приказују као великог, црног змаја велике снаге са лицем човека који има рог на глави. Сматра се да је дуг око 1000 лија (око 536 км).
Сихе - жена Таијанг Диђуна и мајка 10 сунаца.
Према легендама када су њена сунца била мала, сваки дан би са собом носила по једно сунце у својој кочији и одвела би га до ивице неба да би осветлио свет. Када су сунца одрасла побунила су се против њених наређења и појавила су се заједно на небу и учинили земљу врелом и непогодном за живот.
Си Шен – бог радости. У уметности, Си Шен је често приказан како носи корпу са три стреле. Ова слика је важан део древне кинеске церемоније венчања. Сматрало се да ова слика тера демоне са младине столице пре него што је однесу до младожењине куће. Си Шен понекад јаше на раменима бога богатства.

## Велики кинески потоп
Велики кинески потоп, догађај који је трајао више од две генерације, био је период великих сеоба, олуја и глади. Према историјским и митолошким изворима, смештен је у трећи миленијум пре нове ере, за време владавине цара Јаоа. Било са историјске или митолошке тачке гледишта, Велики потоп и херојски покушаји различитих личности да га контролишу и зауставе наративни су темељ кинеске културе. Велики кинески потоп је кључ за разумевање историје оснивања династија Сја и Џоу као и један од главних мотива кинеске митологије.

### Велики Ју зауставља поплаве
За време владавине цара Јаоа, унутрашњост Кине су задесиле поплаве које су спречавале даљи економски и друштвени развој. Јуов отац, Гуен, био је задужен за смишљање плана за заустављање поплаве. Провео је више од девет година градећи бројне насипе и бране уз речне обале, али ништа од тога није имало ефекта и поред великог броја и величине насипа као и коришћења посебног самоширећег земљишта. Када је одрастао, Ју је наставио очев задатак, покушавајући да уз пажљиво проучавање схвати у чему је грешио његов отац. 
У заједничком раду са Хоуђијем, полумитолошким бићем, господарем земљорадње, успео је да осмисли систем за заустављање поплава који је био пресудан за просперитет Кине. Уместо да директно преграђује ток реке, Ју је продубљивао корита река и створио систем канала за наводњавање који су усмеравали воду ка пољима. Ју је јео и спавао са обичним радницима, и највећи део свог времена проводио је ископавајући муљ из река заједно са њима - тринаест година, колико је било потребно да се пројекат заврши. Насипи и системи за наводњавање омогућили су развој древне кинеске културе око Жуте реке, реке Веј и осталих долина река централне Кине. Овај успешан пројекат начинио је Јуа препознатљивим кроз кинеска историја и сам догађај је познат под називом „Велики Ју зауставља поплаве“.

### Доба десет сунаца
У кинеској митологији, сунце је често представљено као тронога птица, звано сунце-птица. Постојало је десет сунаца, потомака Диђуена, бога источног неба. Они су живели на дудовом дрвету у источном мору. Свакога дана једно од сунаца је путовало око света у кочији коју је возила њихова мајка, Сихе. Према традицији, око 2170. п. н. е., сунцима је досадила рутина и одлучила су да сва излазе у исто време. Топлота на земљи је постала неиздржива, због чега су усеви усахнули, а језера и баре пресушили. Људи и животиње су се сакривали у заклоне и били су исцрпљени од изнемоглости. Време је пролазило и патња се настављала. Цар Кине, Јао, одлучио је да замоли Диђуена за божанску помоћ. Диђуен је био свестан грешака својих синова и послао је бога стрељаштва, Хоујија, да их научи памети. Диђун је желео да их Хоуји само заплаши како би се убудуће боље владали. Хоуји је такође желео да овај проблем реши мирним путем, али, чим је видео исушену земљу, схватио је да су потребне радикалне мере. Разјарен због поступака сунаца, подигао је лук и почео да их обара једно по једно. Након што је оборио девето, цар Јао је пожурио да га обавести да ће на свету настати потпуна тама ако обори и последње. Хоуји се сложио и након тога је био проглашен херојем. Међутим, касније, Хоуји је због својих поступака створио непријатеље на небу и због тога је био кажњен божанским гневом.
У другој верзији, Хоуји је желео да реши проблем мирним путем, једноставно заплашивши сунца, али када им се приближио и запретио стрелом, она су му се смејала и пркосила му, знајући да њихов отац неће дозволити да им се било шта деси. Разјарен таквим понашањем, Хоуји је узео лук и стрелу и кренуо да их обара једно по једно. Иако је био свестан да су његови поступци последица беса и да ће му то донети неприлике са Диђуеном, наставио је. Пре него што је стигао до последњег, цар Јао је дошао да га заустави, подсећајући га да свету треба сунце. Од тог дана, преостало сунце је у страху од Хоујија увек обављало своје дужности и излазило и залазило на време.